# ان‌جی‌سی ۶۰۸
ان‌جی‌سی ۶۰۸ (انگلیسی: NGC 608) یک کهکشان عدسی شکل در صورت فلکی مثلث است. قطر آن تقریباً ۱۳۰۰۰۰ سال نوری است. کهکشان NGC 608 در ۲۲ نوامبر ۱۸۲۷ میلادی توسط جان هرشل کشف شد.